# Kumakwane
Kumakwane è un villaggio del Botswana situato nel distretto di Kweneng, sottodistretto di Kweneng East. Il villaggio, secondo il censimento del 2011, conta 5.545 abitanti.

## Località
Nel territorio del villaggio sono presenti le seguenti 7 località:
- Dikgatlhong di 14 abitanti,
- Dikhutsana di 211 abitanti,
- Kolobeng di 58 abitanti,
- Kumakwanyane di 31 abitanti,
- Lenganeng di 12 abitanti,
- Mmabotshe di 1 abitante,
- Pitsegaeagelwe di 29 abitanti